# Del'Shawn Phillips
Del'Shawn Phillips (Highland Park, 9 ottobre 1996) è un giocatore di football americano statunitense che milita nel ruolo di linebacker per gli Houston Texans della National Football League (NFL).

## Carriera

### Atlanta Falcons
Phillips firmò con gli Atlanta Falcons dopo non essere stato scelto nel Draft il 29 aprile 2019. Fu svincolato il 31 agosto 2019.

### Buffalo Bills
Phillips firmò con la squadra di allenamento dei Buffalo Bills il 30 ottobre 2019. Vi trascorse tutta la stagione e firmò un nuovo contratto come riserva il 6 gennaio 2020. Debuttò nella NFL nella gara del primo turno della stagione 2020 contro i New York Jets. Il 12 ottobre 2020 fu inserito in lista infortunati per un problema a un quadricipite. Tornò nel roster attivo il 7 novembre. Sei giorni dopo tornò in lista infortunati. Il 19 gennaio 2021 fu svincolato. In quella stagione aveva giocato due partite, sempre negli special team.

### New York Jets
Il 23 marzo 2021 Phillips firmò con i New York Jets. Fu svincolato il 31 agosto 2021 e rifirmò con la squadra di allenamento il giorno successivo. Fu promosso nel roster attivo il 21 settembre. Fu svincolato il 30 agosto 2022.

### Baltimore Ravens
Il 31 agosto 2022 Phillips firmò con i Baltimore Ravens.

### Houston Texans
Il 15 marzo 2024 Phillips firmò un contratto di un anno con gli Houston Texans.